# Lynx (navigateur)
Pour les articles homonymes, voir Lynx (homonymie).
 (juin 2022).
Si vous disposez d'ouvrages ou d'articles de référence ou si vous connaissez des sites web de qualité traitant du thème abordé ici, merci de compléter l'article en donnant les références utiles à sa vérifiabilité et en les liant à la section « Notes et références ».
Lynx est un navigateur web en mode texte qui utilise le clavier comme interface principale. Les protocoles supportés sont : Gopher, HTTP, HTTPS, FTP, WAIS et NNTP.
Lynx est un produit de l'Academic Computing Services de l'Université du Kansas qui a été développé à l'origine en 1992, développé par une équipe d'étudiants et maintenant maintenu par un groupe de bénévoles.
Lynx est conçu pour les systèmes Unix et VMS, et tourne en particulier sur GNU/Linux. Des versions pour MS-DOS et pour Windows sont aussi disponibles. Il existe également une version appelée MacLynx pour Macintosh « Système 7 ou supérieur » qui n'est pas mis à jour régulièrement.
Grâce à son interface facile à intégrer à un synthétiseur vocal, Lynx était très populaire auprès des déficients visuels, mais l'amélioration des synthèses vocales a réduit son intérêt pour les non-voyants.
Lynx est utilisé comme outil de développement web dans la mesure où il permet de consulter un document de la même manière que le ferait un robot d'indexation.
Ses principaux homologues sont Links et w3m.

## Histoire
Lynx était un produit du groupe d’informatique distribuée au sein des services d’informatique académique de l’Université du Kansas et a été initialement développé en 1992 par une équipe d’étudiants et de personnel de l’université (Lou Montulli, Michael Grobe et Charles Rezac ), comme navigateur hypertexte utilisé uniquement pour distribuer des informations sur les campus dans le cadre d’un serveur d’information à l’échelle du campus et pour naviguer dans l’espace Gopher. La disponibilité des bêtas a été annoncée à Usenet le 22 juillet 1992. En 1993, Montulli a ajouté une interface Internet et publié une nouvelle version (2.0) du navigateur. 
En juillet 2007, la prise en charge des protocoles de communication dans Lynx était implémentée à l'aide d'une version de libwww, issue de la base de code de la bibliothèque en 1996.  Les protocoles pris en charge incluent Gopher, HTTP, HTTPS, FTP, NNTP et WAIS.  La prise en charge de NNTP a été ajoutée à libwww à partir du développement en cours de Lynx en 1994.  La prise en charge de HTTPS a été ajoutée à fork of libwww de Lynx plus tard, initialement sous la forme de correctifs en raison de problèmes de chiffrement. 
Garrett Blythe a créé DosLynx en avril 1994  et s'est ensuite joint à l'effort Lynx. Foteos Macrides a porté une grande partie de Lynx sur VMS et l'a maintenu pendant un certain temps. Depuis 1995, Lynx est publié sous la licence GNU General Public License et est maintenu par un groupe de volontaires dirigé par Thomas Dickey.

## Caractéristiques

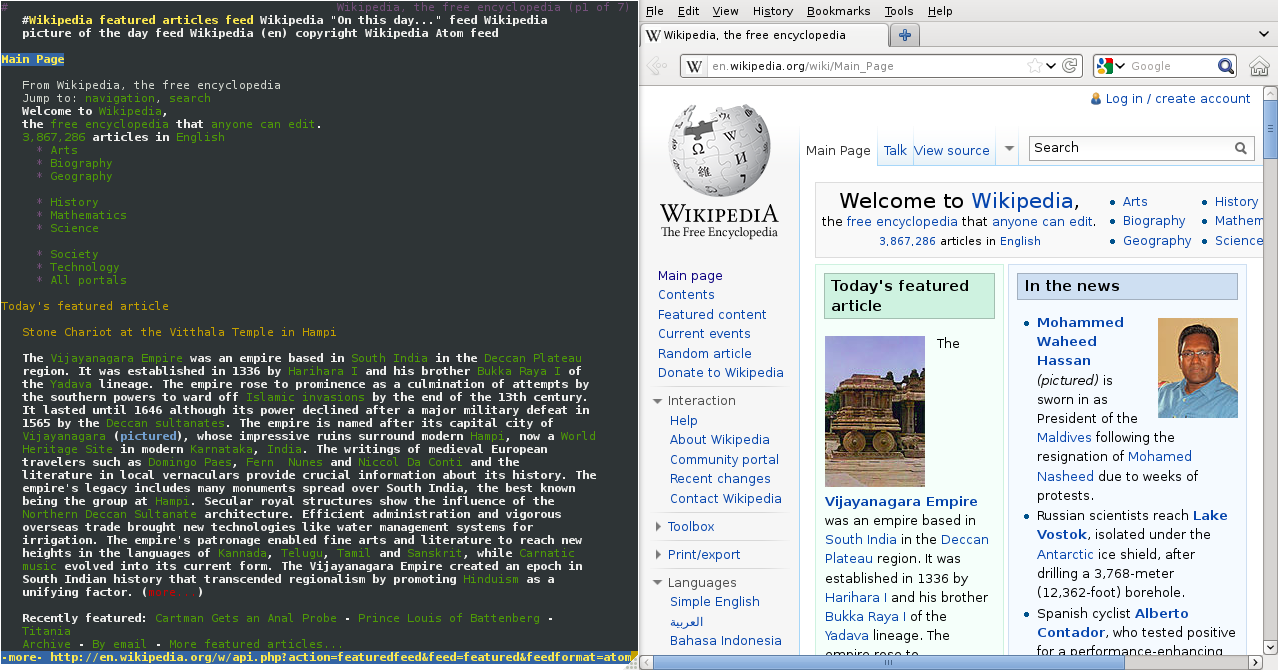
Ligne de code qu’utilise Lynx pour afficher la page

La navigation dans Lynx consiste à mettre en évidence le lien choisi à l'aide des touches de curseur ou à numéroter tous les liens d'une page et à entrer le numéro du lien choisi. Les versions actuelles prennent en charge SSL et de nombreuses fonctionnalités HTML. Les tableaux sont mis en forme à l'aide d'espaces, tandis que les cadres sont identifiés par leur nom et peuvent être explorés comme s'il s'agissait de pages distinctes. Lynx ne peut pas afficher de manière inhérente différents types de contenu non textuel sur le Web, tels que des images et des vidéos, mais il peut lancer des programmes externes pour les gérer, comme un visualiseur d'images ou un lecteur vidéo. 
Contrairement à la plupart des navigateurs Web, Lynx ne prend pas en charge JavaScript.
À l'instar des navigateurs classiques, Lynx prend également en charge les historiques de navigation et la mise en cache des pages.

### Accès à distance
Lynx est également utilisable pour accéder aux sites Web à partir d'un système connecté à distance dans lequel aucun affichage graphique n'est disponible. Malgré son fonctionnement uniquement textuel, il peut néanmoins être utilisé pour parcourir une grande partie du Web moderne, y compris effectuer des tâches interactives telles que l'édition de Wikipédia.

### Web design et robots
Étant donné que Lynx prend des frappes depuis un fichier texte, il peut être adapté pour des usages tels que la saisie automatique de données, la navigation sur les pages Web et l'aspiration Web. Lynx est donc utilisé de façon automatisée par certains robots Web.
Lynx est également utilisé pour tester les performances des sites Web. Comme on peut exécuter le navigateur depuis différents emplacements sur des technologies d'accès à distance telles que telnet et ssh, on peut utiliser Lynx pour tester simultanément les performances de connexion du site Web à partir de différents emplacements géographiques. Une autre application possible de conception Web du navigateur est la vérification rapide des liens du site.